# Вольбромек
Вольбромек (пол. Wolbromek, нім. Wolmsdorf) — село в Польщі, у гміні Болькув Яворського повіту Нижньосілезького воєводства.
Населення — 566 осіб (2011).
У 1975-1998 роках село належало до Єленьоґурського воєводства.

## Демографія
Демографічна структура станом на 31 березня 2011 року:
|          | Загалом | Допрацездатний вік | Працездатний вік | Постпрацездатний вік |
| -------- | ------- | ------------------ | ---------------- | -------------------- |
| Чоловіки | 283     | 64                 | 191              | 28                   |
| Жінки    | 283     | 56                 | 172              | 55                   |
| Разом    | 566     | 120                | 363              | 83                   |

## Галерея

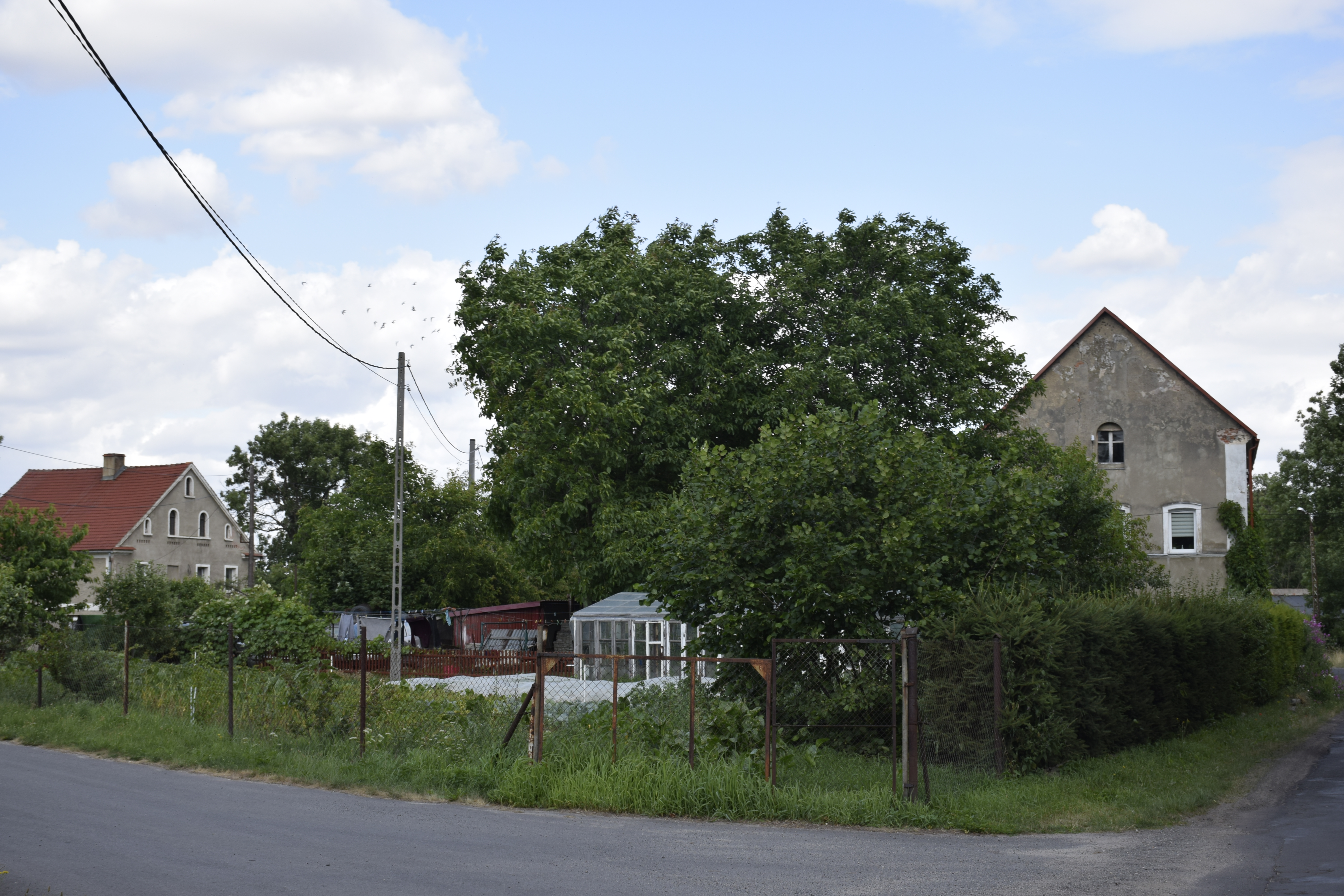
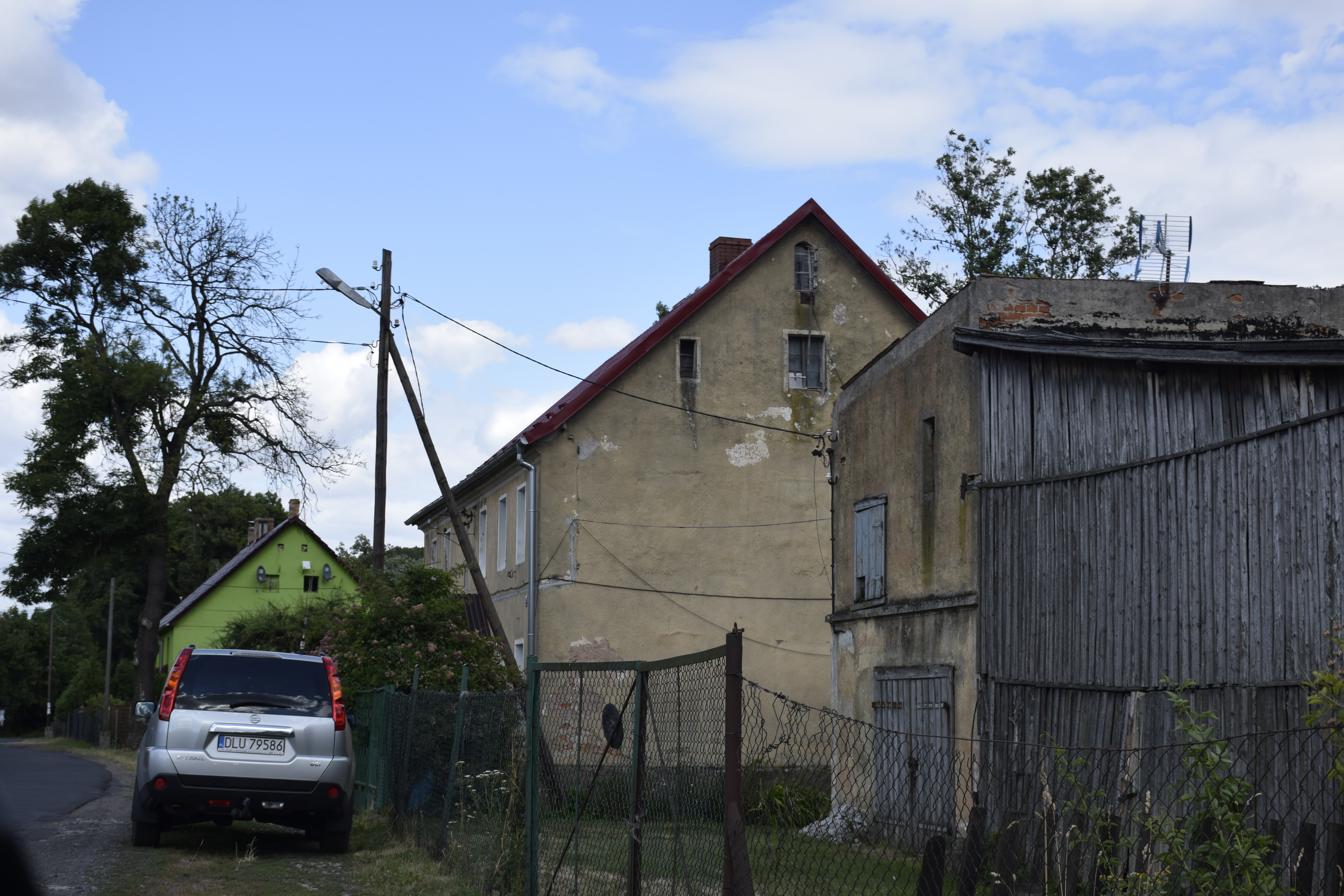
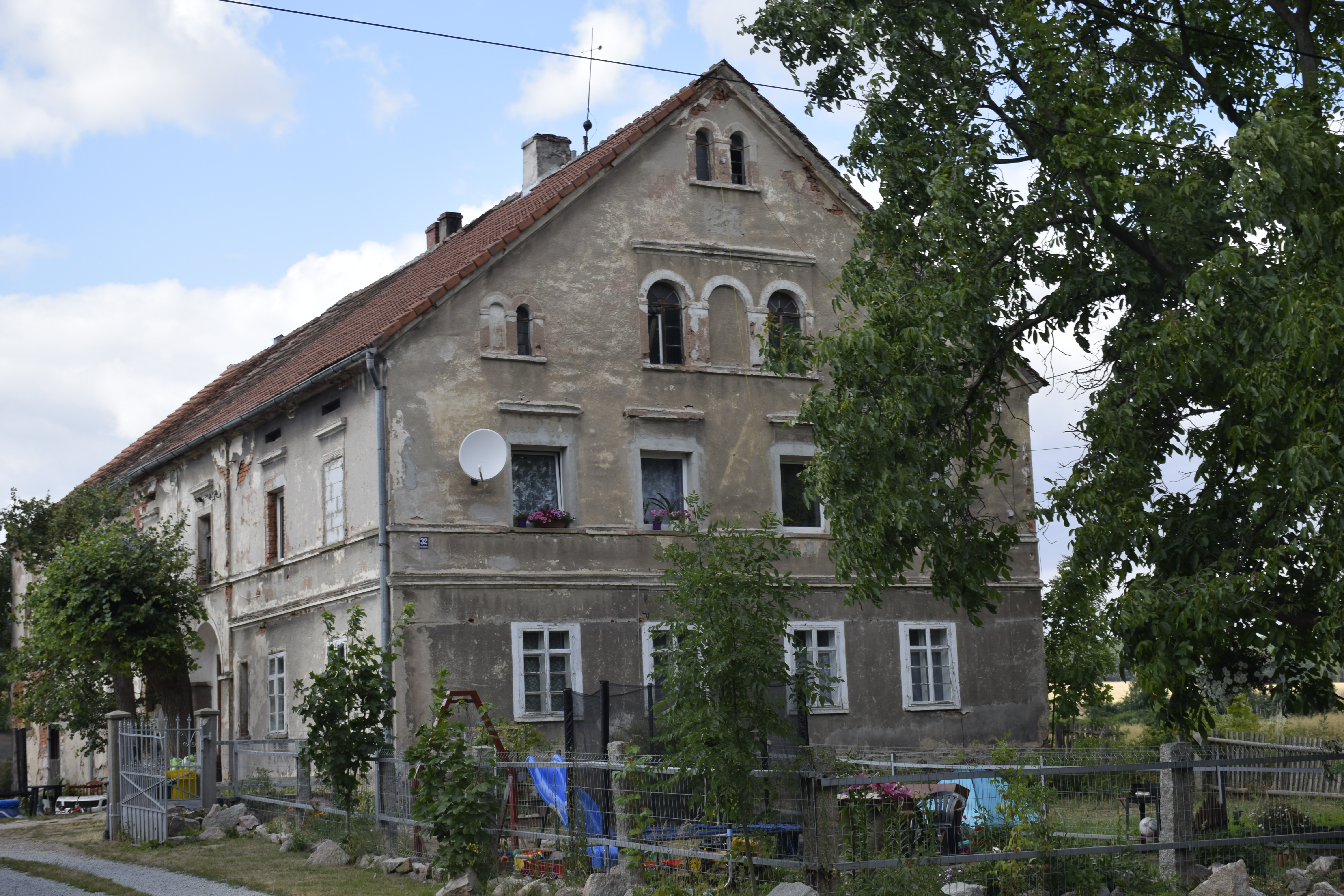
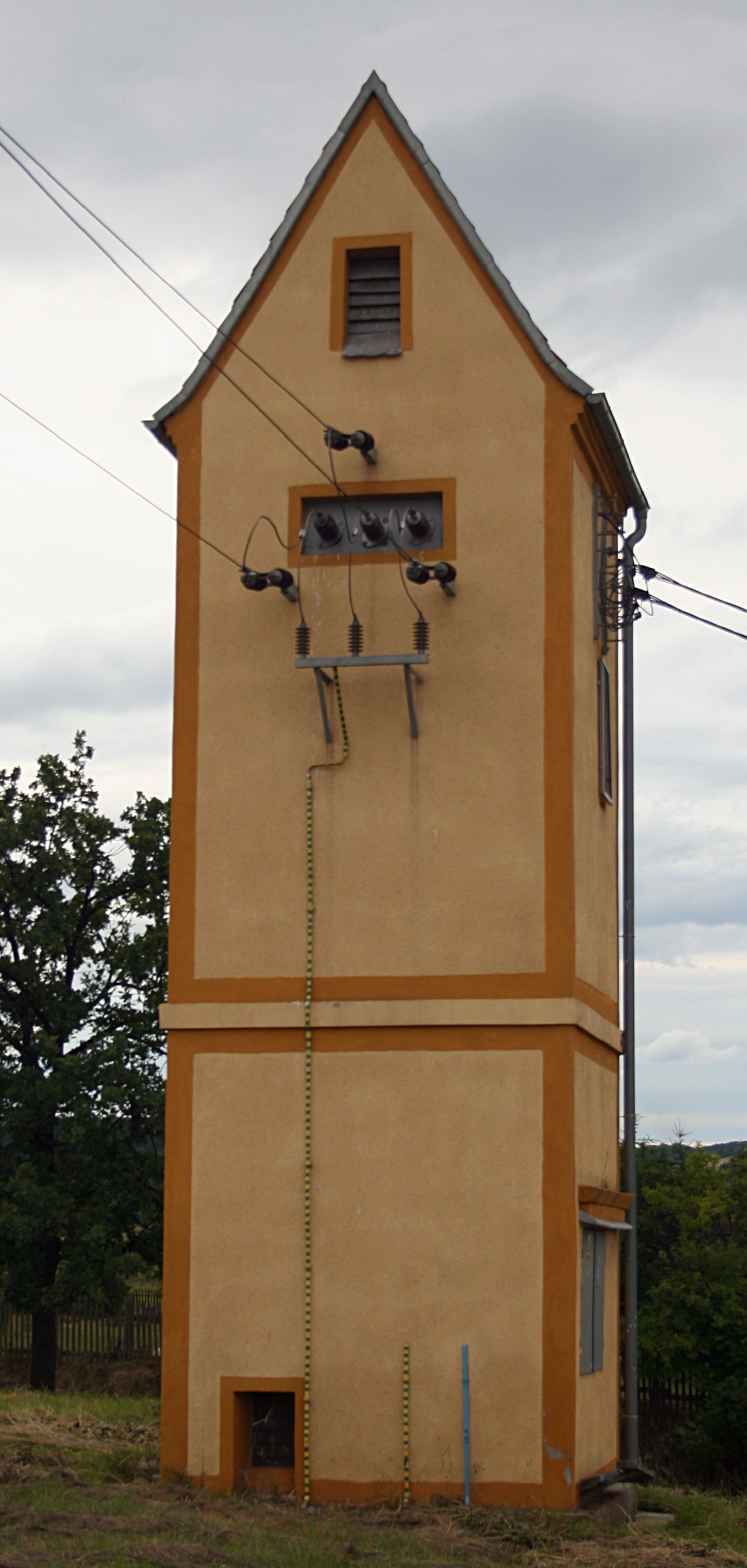